# Lachnaea globulifera
Lachnaea globulifera är en tibastväxtart. Lachnaea globulifera ingår i släktet Lachnaea och familjen tibastväxter.

## Underarter
Arten delas in i följande underarter:
- L. g. globulifera
- L. g. incana